# آیمالا
آیمالا (به لاتین: Aimala) یک منطقهٔ مسکونی در فنلاند است که در پیرکانما واقع شده‌است.